# Tubbercurry
Tubbercurry (auch Tobercurry geschrieben, irisch Tobar an Choire – „die Quelle des Kessels“) ist eine Kleinstadt im County Sligo im Nordwesten der Republik Irland. Die Gemeinde liegt an der Nationalstraße N17 südlich der Stadt Sligo in Richtung der Countys Mayo und Galway. Im Westen erstrecken sich die Ox Mountains. Seit den 1990er-Jahren hat sich u. a. aufgrund der Fördermaßnahmen der EU vermehrt Industrie angesiedelt, was zu einer steten Entwicklung der Stadt führt. Auch die Bevölkerungszahl wuchs von 1069 Einwohnern in 1991 auf 2307 im Jahr 2022. Der nahe gelegene Flughafen Knock bietet auch Flüge von und nach Großbritannien und, in den Sommermonaten, Kontinentaleuropa.

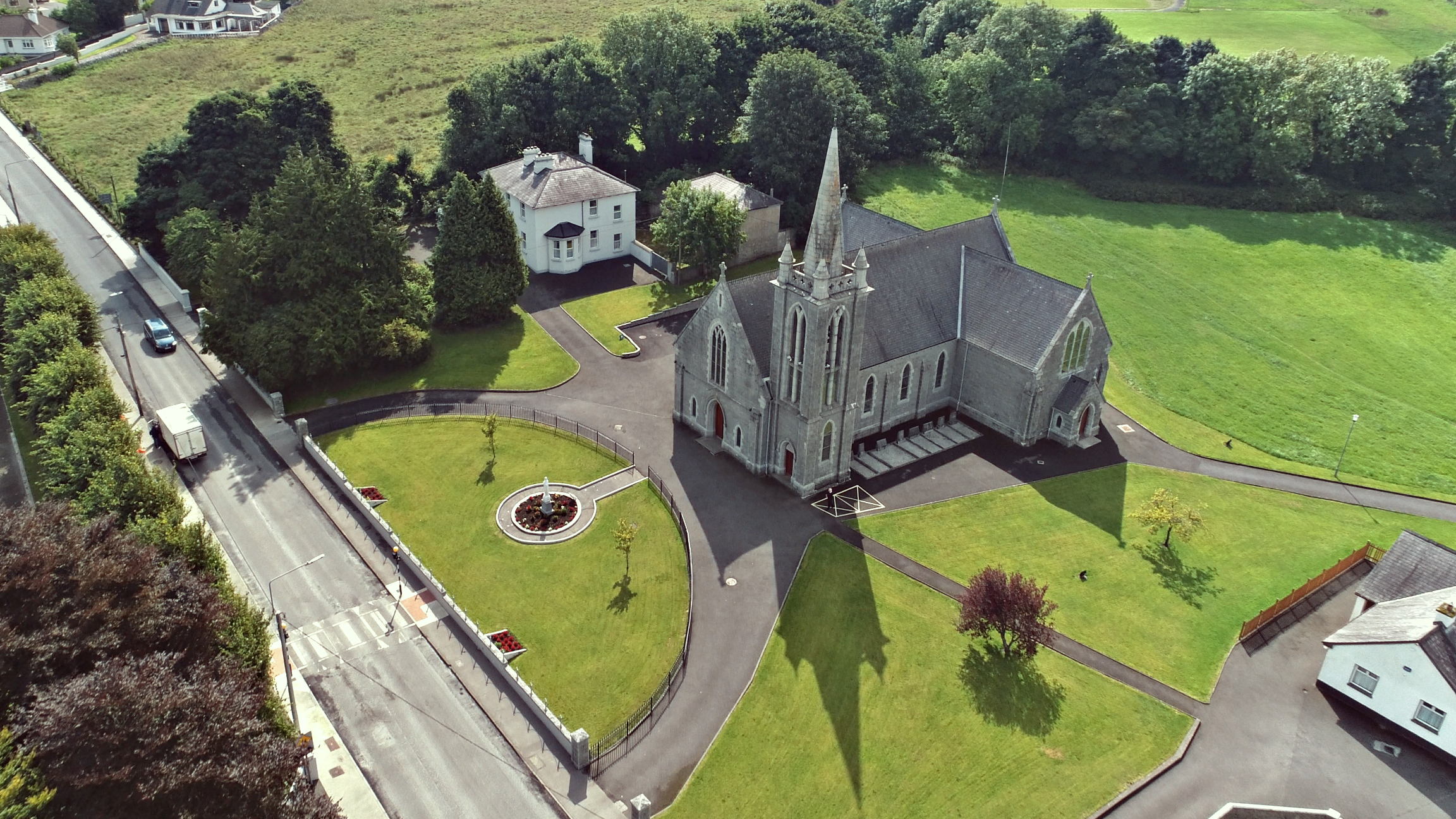
Katholische Kirche

Der Ort wird 1397 erstmals erwähnt als Schlachtfeld einer Fehde der O’Connor, zu dieser Zeit Könige von Connacht.
Neben einer Vielzahl von Pubs und einigen Restaurants besitzt Tubbercurry einen 9-Loch-Golfplatz. Der alljährliche Höhepunkt ist das Summer School-Musikfest. Hier wird eine Woche lang das Spielen traditioneller irischer Musikinstrumente unterrichtet. An den Abenden finden sich dann in sämtlichen Pubs Musiklehrer, Schüler und musikbegeisterte Besucher zusammen, um gemeinsam Livemusik zu machen. Die Veranstaltung ist landesweit bekannt und zieht viele junge Leute an. Des Weiteren findet jedes Frühjahr ein Theaterfestival der regionalen Laienspielgruppen statt.
Das Boulder Burial von Achonry liegt nordöstlich von Tubbercurry.